# Franz Pagliani
Franz Pagliani (Concordia sulla Secchia, 5 settembre 1904 – Perugia, 1986) è stato un politico e medico italiano.
Fu dirigente fascista di Bologna e Modena.

## Biografia
Nacque a Concordia sulla Secchia il 5 settembre 1904. Si iscrisse ai Fasci italiani di combattimento dal 1º marzo 1920, partecipò alla Marcia su Roma e diventò poi esponente di spicco del Fascismo bolognese, entrando nel 1929 nel direttorio federale (1929-1930) e divenendo nello stesso anno presidente del comitato provinciale dell'Opera nazionale balilla. Nel 1933 fu tra i pochi dirigenti bolognesi a sopravvivere all'epurazione dei fedelissimi di Leandro Arpinati, divenendo capo della segreteria amministrativa della provincia di Bologna. Contemporaneamente proseguì la sua carriera medica e dopo essersi laureato in medicina venne nominato ordinario di patologia chirurgica all'Università di Bologna, venendo successivamente nominato direttore del relativo istituto.
Nel 1934 fu eletto deputato e poi nel 1939 venne nominato consigliere nazionale nella Camera dei fasci e delle corporazioni per la corporazione delle professioni e delle arti. Dopo un'esperienza da tenente medico di complemento nella campagna d'Etiopia, dove otterrà anche una medaglia di bronzo al valor militare, nel 1938 ritornò in Emilia, stavolta nella natia Modena, prima come responsabile delle corporazioni fasciste e poi, dal 1940, anche come federale, ricoprendo entrambe le cariche fino alla caduta del fascismo.

### Nella Repubblica Sociale Italiana
Nell'agosto 1943 venne arrestato e condannato a tre anni per detenzione abusiva di armi e bombe, ma venne liberato dai tedeschi dopo l'8 settembre 1943. Esponente dell'ala dura del fascismo repubblicano, successivamente partecipò al congresso di Verona ed organizzò il Partito Fascista Repubblicano a Bologna, venendo nominato delegato regionale per l'Emilia-Romagna, oltre che membro del direttorio nazionale del PFR. Nel novembre 1943 affiancò Enrico Vezzalini e il console Riggio durante l'eccidio del Castello Estense. Fece parte del collegio giudicante del Tribunale Speciale Straordinario nel Processo di Verona che giudicò i firmatari dell'Ordine del giorno Grandi del 25 luglio 1943.
Alla costituzione delle Brigate Nere nel luglio 1944, ne diventò ispettore regionale e soprattutto comandante della III Brigata Nera Mobile Attilio Pappalardo di stanza a Bologna. Il reparto di Pagliani fu cacciato dal capoluogo emiliano il 28 gennaio 1945 su pressione del comandante del XIV Panzer Korps tedesco Fridolin von Senger und Etterlin, responsabile del settore di Bologna, perché accusato di essere troppo violento, composto da delinquenti e di operare al di fuori di qualsiasi legalità. La brigata si spostò nella bassa modenese e reggiana dove continuò la sua opera devastatrice, compiendo atrocità come l'eccidio della Righetta e di Reggiolo, rastrellamenti e saccheggi.

### Dopoguerra
Catturato a Cremona poco dopo la Liberazione venne processato nel 1948 a Perugia. Fu condannato a 24 anni, sedici dei quali condonati, la pena sarà in seguito ridotta, venendo scarcerato nel 1950 e riabilitato nel 1957. Dopo la liberazione si stabilì a Perugia, dove svolse la professione di chirurgo e diventò un dirigente locale del Movimento Sociale Italiano. Morì a Perugia nel 1986.